# Ajania rupestris
Ajania rupestris là một loài thực vật có hoa trong họ Cúc. Loài này được (Matsum. & Koidz.) Muldashev mô tả khoa học đầu tiên năm 1983.